# Goniurosaurus liboensis
Goniurosaurus liboensis — вид геконоподібних ящірок родини еублефарових (Eublepharidae). Ендемік Китаю.

## Поширення і екологія
Goniurosaurus liboensis мешкають в заповіднику Маолань в повіті Лібо в провінції Гуйчжоу та в заповіднику Мулунь в повіті Хуаньцзян в провінції Гуансі. Вони живуть в тропічних лісах, серед карстових скель, на висоті від 250 до 750 м над рівнем моря.

## Збереження
МСОП класифікує цей вид як такий, що перебуває під загрозою зникнення. Goniurosaurus liboensis загрожує знищення природного середовища та вилов з метою продажу.